# Lauren McAvoy
Lauren Elizabeth McAvoy (Wickford, 16 gennaio 1987) è una modella inglese, nel settembre 2007 ha vinto la terza edizione del programma Britain's Next Top Model.
Grazie alla vittoria Lauren ricevette un contratto con la Ruby & Millie Cosmetics , un contratto con la Models 1 e un servizio di sei pagine più copertina della rivista Company Magazine.
Ha partecipato al programma televisivo di auto, britannico, Top Gear, a fianco del conduttore Jeremy Clarkson, testando l'Audi R8.